# Віктор Россі
Віктор Россі (нар. 31 жовтня 1968, Берн, Швейцарія) — швейцарський політик. Від 1 травня 2019 по 1 січня 2024 був віцеканцлером Швейцарії. сімнадцятий Федеральний канцлер Швейцарії з 1 січня 2024 року. Член Зеленої ліберальної партії.

## Біографія
Початкову та середню освіту здобув у Берні. Працював кухарем з 1984 по 1987 рік. Здобув матуру з економіки в приватній школі Humboldtianum у Берні. Здобув ступінь бакалавра на економіко-правничій спеціальності в Бернському університеті.
Россі доєднався до Федеральної канцелярії Швейцарії в жовтні 2010 року. Очоливши департамент діловодства та логістики. У грудні 2018 Федеральна рада Швейцарії вибрала його віцеканцлером.
Очолив Федеральну раду Швейцарії 1 травня 2019 року. У кінці 2023 року взяв участь у виборах Федерального канцлера. Його обрали 13 грудня, а вже 1 січня 2024 року він замінив на посаді Вальтера Турнгерра. Обов'язки віцеканцлера відтоді виконує його попередник Йорґ Де Бернарді.
Россі від народження говорить німецькою та італійською.
Віктор батько двох дітей.